# 라운더바우트 (영화)
《라운더바우트》(La Ronde, Roundabout)는 프랑스에서 제작된 막스 오퓔스 감독의 1950년 영화이며, 아르투어 슈니츨러의 희곡 《윤무》를 기반으로 제작되었다. 안톤 월브룩 등이 주연으로 출연하였고 사샤 고딘 등이 제작에 참여하였다.

## 출연

### 주연
- 안톤 월브룩
- 시몬느 시뇨레
- 세르주 레지아니

### 조연
- 시몬느 시몽
- 다니엘 겔린
- 다니엘 다리유
- 페르난드 그라비
- 오뎃 조이옥스
- 쟝 루이스 바롤트
- 아이사 미란다
- 제라르 필립

## 기타
- 미술: 장 도본